# Caipiríssima
Caipiríssima ou rumpirão é uma bebida alcoólica ou, um coquetel variante da tradicional caipirinha feita com rum ao invés de cachaça.